# Progresul CPCS Bukarest
Progresul CPCS Bukarest war ein rumänischer Fußballverein aus Bukarest. Er spielte nie in der höchsten rumänischen Liga, der Divizia A, stand er im Jahr 1955 im Achtelfinale um den rumänischen Pokal.

## Geschichte
Progresul CPCS Bukarest wurde im Jahr 1954 unter dem Namen Voința Bukarest (deutsch Wille) gegründet und entsprach der rumänischen Junioren-Nationalmannschaft. Der Klub spielte zunächst in der Divizia B. Die Saison 1954 beendete der Verein auf dem dritten Platz der Staffel I. Im Jahr 1955 erfolgte die Umbenennung in Progresul Combinatul Poligrafic Casa Scînteii (Progresul CPCS). Im rumänischen Pokal 1955 erreichte er nach einem Erfolg über Dinamo Galați das Achtelfinale, schied dort aber gegen Avântul Fălticeni aus. In der Spielzeit 1956 verpasste Progresul CPCS auf dem zweiten Platz der Staffel II hinter Steagul roșu Orașul Stalin den Aufstieg. Am Ende der Saison 1957/58 stieg der Verein aus der Divizia B ab und wurde ein Jahr später aufgelöst.

## Erfolge
- Achtelfinale im rumänischen Pokal: 1955

## Bekannte Spieler
- Ilie Datcu
- Gheorghe Ene
- Nicolae Georgescu
- Ilie Greavu
- Emerich Jenei